# Мельник Тетяна Миколаївна
Тетяна Миколаївна Мельник (нар. 7 березня 1964, Ківерці, Волинська область) — український економіст. Доктор економічних наук, професор. Відмінник освіти України.

## Життєпис
Народилась 7 березня 1964 року у Ківерцях. Після закінчення середньої школи навчалась у Луцькому технікумі радянської торгівлі. По закінченню вступила до Київського торгово-економічного інституту, який у 1988 році успішно закінчила. Відтоді там і працює.
З 2012 року завідує кафедрою міжнародної економіки.
Сфера наукових досліджень присвячена конкуренції і конкурентоспроможності на внутрішньому і світовому ринках, реалізації зовнішньо-торговельної політики держави за відкритості національних ринків, сучасним проблемам зовнішньо-економічної діяльності підприємств в умовах глобалізації.
Автор понад 250 наукових праць, зокрема 15 монографій.